# 스텟테리아속
스텟테리아속은 데술푸로콕쿠스과의 한 속이다.